# Hermann Hunger
Hermann Hunger (* 30. Juni 1942 in Bautzen) ist ein österreichischer Altorientalist (Assyriologe) und Astronomiehistoriker.
Hermann Hunger, Sohn des Byzantinisten Herbert Hunger, studierte nach der Reifeprüfung in Wien 1960 Orientalistik an der Universität Wien. 1963/64 studierte er Assyriologie und Arabistik an der Universität Heidelberg und 1964 bis 1966 an der Universität Münster, wo er 1966 bei Wolfram von Soden in Assyriologie und semitischer Philologie promoviert wurde (Babylonische und Assyrische Kolophone). Von 1967 bis 1970 war er Referent am Deutschen Archäologischen Institut in Bagdad. Von 1970 bis 1973 war er Research Associate an der University of Chicago und danach bis 1976 Assistent am Institut für Orientalistik der Universität Wien, wo er sich habilitierte. Von 1976 bis 1978 war er Associate Professor am Oriental Institute der University of Chicago und ab 1978 war er außerordentlicher Professor für Assyriologie an der Universität Wien, wo er 2007 in den Ruhestand trat.
Er gilt als eine der führenden Autoritäten für babylonische Astronomiegeschichte, wobei er schon früh mit Otto Neugebauer und Abraham Sachs, später mit David Pingree zusammenarbeitete. Er war wesentlich am Chicago Assyrian Dictionary beteiligt.
Hunger ist Mitglied der American Philosophical Society und der Österreichischen Akademie der Wissenschaften, deren Obmann der Kommission für Geschichte der Naturwissenschaften, Mathematik und Medizin sowie der Mykenischen Kommission er ist. 2010 wurde er Ehrenmitglied der American Oriental Society. Hunger ist Mitherausgeber des Archivs für Orientforschung.

## Schriften (Auswahl)
- Spätbabylonische Texte aus Uruk (= Ausgrabungen der Deutschen Forschungsgemeinschaft in Uruk-Warka. 9). Band 1. Mann, Berlin 1976, ISBN 3-7861-2215-6 (Zugleich: Marburg, Universität, Habilitations-Schrift, 1982).
- mit Francis R. Stephenson und Christopher B. F. Walker: Halley’s Comet in History. British Museum, London 1985, ISBN 0-7141-1118-X.
- mit David Pingree: MUL.APIN. An Astronomical Compendium in Cuneiform (= Archiv für Orientforschung. Beiheft. 24). Berger, Horn 1989.
- als Herausgeber: Astrological Reports to Assyrian Kings (= State Archives of Assyria. 8). Helsinki University Press, Helsinki 1992, ISBN 951-570-130-9.
- als Bearbeiter und Herausgeber: Abraham Sachs: Astronomical Diaries and Related Texts from Babylonia. 7 Bände. Verlag der Österreichischen Akademie der Wissenschaften, Wien 1988–2014.
- mit David Pingree: Astral Sciences in Mesopotamia (= Handbuch der Orientalistik. Abt. 1: Der Nahe und der Mittlere Osten. Bd. 44). Brill, Leiden u. a. 1999, ISBN 90-04-10127-6.
- Keilschriftliche Überlieferungen zur Astronomie. In Krojer/Starke: Kalendarische, chronologische und astronomische Aspekte der Vergangenheit, München 2012. PDF